# 十河壮吉
十河 壮吉（そがわ そうきち）は、MBS企画所属のプロデューサー、ディレクター。徳島県出身。

## 経歴
1967年に立命館大学理工学部電気工学科卒業。
東通入社後、報道スポーツ以外のあらゆるテレビ番組制作に従事。ドキュメンタリー、バラエティー、ドラマ、CM、PVなど幅広いジャンルを手がける。「クイズMr.ロンリー」「イカにもスミにも」の企画及びプロデュース。また「あどりぶランド」の開始時から2年間、構成とディレクター担当。他に「おもしろサンデー」を東通企画側のプロデューサーとして8年間勤める。特に「近畿は美しく」では約80本のディレクターを担当。
1995年に東通企画を退社。フリーとなるが1998年に「株式会社MBS企画」の取締役に就任。ディレクターとして現在に至る。2009年MBS企画を定年退職、同年8月自身で「オフィスソガワ」を設立。

## 手掛けた番組
- ドキュメント日本探検／城郭の街（朝日放送）
- 淀川長治の名犬珍犬動物映画大特集（テレビ朝日）
- 映像の魔術師スティーブン・スピルバーグ（フジテレビ）
- スーパーTV（テレビ東京）
  - インディー・ジョーンズのすべて
  - ルーカスフィルムのすべて
  - ルーカス・スピルバーグの世界
- 一万人の第九・鎮魂復興（毎日放送）
- 近畿は美しく（毎日放送）
- リヨンに咲く！95歳山口安次郎の恋人（毎日放送）
- 海と分校と子供たち（毎日放送）
- 大西順子／ピアノに燃えた夏（毎日放送）
- 四季彩きらきら京の夢（毎日放送）
- こけし物語（Vシネマ）
- 魔鏡（関西テレビ）
- 夜走る（関西テレビ）
- 劇団四季のメイキングドキュメンタリー
  - 美女と野獣
  - ライオンキング
  - キャッツ
  - エビータ
- 蜷川幸雄の王女メディア・感動を創る男達（毎日放送）
- 元禄港歌特番（テレビ東京）
- 古寺をゆく（小学館ビデオ）
  - 清水寺編
  - 金閣寺編
  - 銀閣寺編
  - 天竜寺編
- 日本の世界遺産・古都京都の文化財編（ユーキャン）
- 真珠の小箱
  - 蓮華化生
  - 稲荷ときつね
  - スペイン特集
- 坂東玉三郎舞踊公演特番（毎日放送）
- 鼓童meets玉三郎（NHK）
- 鼓童ワン・アース・ツアー・スペシャルDVD（ソニー・ミュージック・ジャパン）
- 坂東玉三郎の古典芸能図鑑 全5回 歌舞伎衣装編（NHK）
- 美の京都遺産（毎日放送）
- 天守物語／海神別荘（伝統文化放送）
- 鼓童meets玉三郎　〜新たなる創造へ〜（NHK）
- 鼓童Heartbeat video（欧米向けのプロモーションビデオ）
- SONY/BRAVIA 和太鼓集団「鼓童」を題材にした全世界向けのブルーレイ映像
- シネマ歌舞伎 牡丹亭（ぼたんてい）